# Mal Lungare
Mal Lungare är en bergskedja i Albanien.   Den ligger i prefekturen Qarku i Vlorës, i den sydvästra delen av landet, 110 km söder om huvudstaden Tirana.
Trakten runt Mal Lungare består till största delen av jordbruksmark.  Runt Mal Lungare är det ganska tätbefolkat, med 86 invånare per kvadratkilometer.